# توني هاريس (لاعب كرة سلة مواليد 1967)
توني هاريس (بالإنجليزية: Tony Harris) مواليد 13 مايو 1967 في مونرو، هو لاعب كرة سلة محترف أمريكي سابق لعب مع كل من فيلادلفيا سفنتي سيكسرز وبوسطن سيلتكس في الرابطة الوطنية لكرة السلة وحمل الرقم 3 و43.

## إحصائيات المسيرة

### الموسم الاعتيادي
| السنة   | الفريق                 | لعب | بدأ | دقيقة | ميداني% | ثلاثية | حرة  | ارتداد | صنع | استلاب | تصدي | نقطة |
| ------- | ---------------------- | --- | --- | ----- | ------- | ------ | ---- | ------ | --- | ------ | ---- | ---- |
| 1990–91 | فيلادلفيا سفنتي سيكسرز | 6   | 0   | 6.8   | .250    | .000   | .500 | .2     | .0  | .2     | .0   | 1.7  |
| 1993–94 | بوسطن سيلتكس           | 5   | 0   | 17.6  | .290    | .333   | .920 | 2.0    | .0  | .8     | .0   | 8.8  |
| 1994–95 | بوسطن سيلتكس           | 3   | 0   | 6.0   | .375    | .000   | .889 | .0     | .0  | .0     | .0   | 4.7  |
| المسيرة |                        | 14  | 0   | 10.5  | .291    | .250   | .868 | .8     | .6  | .4     | .0   | 4.9  |

## روابط خارجية
- توني هاريس على موقع إن بي أي (الإنجليزية)
- توني هاريس على موقع سبورتس رفرنس (الإنجليزية)
- توني هاريس على موقع الدوري الإسباني لكرة السلة (الإسبانية)
- توني هاريس على موقع كرة السلة الأوروبية.كوم (الإنجليزية)
- توني هاريس على موقع كلية كرة السلة في سبورتس رفرنس.كوم (الإنجليزية)
- توني هاريس على موقع ريلجم (الإنجليزية)
- توني هاريس على موقع بروبوليرز (الإنجليزية)
- توني هاريس على موقع سبورتس رفرنس (الإنجليزية)